# Oberliga Baden-Württemberg
De Oberliga Baden-Württemberg is de hoogste amateurdivisie in het Duitse voetbal en samen met nog 13 andere Oberliga's vormt deze afdeling het op vier na hoogste niveau in het Duitse voetbal. Promotie is mogelijk naar de Regionalliga Südwest, degradatie naar de Verbandsliga.

## Kampioenen van de Oberliga Baden Württemberg
| 1979 - SSV Ulm 1846 1980 - VfB Stuttgart Amateure 1981 - SV Sandhausen 1982 - SSV Ulm 1846 1983 - SSV Ulm 1846 1984 - Freiburger FC 1985 - SV Sandhausen 1986 - SSV Ulm 1846 1987 - SV Sandhausen 1988 - FV 09 Weinheim 1989 - SSV Reutlingen 05 1990 - Karlsruher SC Amateure 1991 - 1. FC Pforzheim 1992 - SSV Reutlingen 05 | 1993 - SSV Ulm 1846 1994 - SSV Ulm 1846 1995 - SV Sandhausen 1996 - Karlsruher SC Amateure 1997 - VfL Kirchheim/Teck 1998 - VfB Stuttgart Amateure 1999 - VfR Aalen 2000 - SV Sandhausen 2001 - TSG Hoffenheim 2002 - SC Pfullendorf 2003 - VfB Stuttgart Amateure 2004 - FC Nöttingen 2005 - Karlsruher SC Amateure 2006 - SSV Reutlingen 05 | 2007 - SV Sandhausen 2008 - SC Freiburg II 2009 - SG Sonnenhof Großaspach 2010 - TSG 1899 Hoffenheim II 2011 - SV Waldhof Mannheim 2012 - SSV Ulm 1846 2013 - SpVgg Neckarelz 2014 - FC Astoria Walldorf 2015 - SV Spielberg 2016 - SSV Ulm 1846 2017 - SC Freiburg II 2018 - TSG Balingen 2019 - Bahlinger SC 2020 - VfB Stuttgart II | 2021 - Competitie niet uitgespeeld vanwege coronapandemie 2022 - SGV Freiberg 2023 - SV Stuttgarter Kickers 2024 - FC 08 Villingen 2025 - SG Sonnenhof Großaspach |

VfR Aalen ·
TSG Backnang 1919 · 
TSG Balingen ·
FSV 08 Bissingen · 
TSV Essingen ·
SV Fellbach ·
1. FC Normannia Gmünd ·
FSV Hollenbach ·
Calcio Leinfelden-Echterdingen ·
VfR Mannheim ·
FC Nöttingen · 
SV Oberachern ·
1. CfR Pforzheim · 
FV Ravensburg ·
SSV Reutlingen 05 · 
SG Sonnenhof Großaspach · 
FC 08 Villingen U21 ·
FC Zuzenhausen